# 苏珊·朗格伦
苏珊·拉谢尔·弗洛尔·朗格伦（法語：Suzanne Rachel Flore Lenglen，法語發音：[syzan lɑ̃'glɛn]，1899年5月24日—1938年7月4日），法国女子网球运动员，第一位女子网球選手名人，也是國際女子運動明星的先驅。举办法国网球公开赛的罗兰·加洛斯球场有以她名字命名的苏珊·朗格伦球场，而法網的女子單打冠軍獎盃亦以她為名（Suzanne Lenglen Cup），在1978年入选国际网球名人堂。在朗格伦之前，女子网球比赛受到的关注很少，而朗格伦的出现迅速改变了这个状况。在朗格倫職業生涯，她贏得了241個頭銜，留下了連勝181場及332-7(97.99%)的驚人記錄，這在現代女子網球中是難以想像。

## 成就
根据英国《每日电讯报》和《每日邮报》的沃利斯·迈尔斯（Wallis Myers）的报道，朗格伦在1921年至1926年期间的世界排名保持在前十名之内。
在她的职业生涯中，朗格伦赢得了81个单打冠军，此外她还赢得过73个双打冠军和11个混双冠军。她曾三次在同一届温网比赛中包揽女子单打、女子双打和混双冠军（1920年、1922年、1925年）。

## 紀念
1977年用于举办法国网球公开赛的罗兰加洛斯球场将其中的二号球场被冠名为苏珊·朗格伦球场。此外，颁给法国网球公开赛女子单打比赛冠军的奖杯被命名为苏珊·朗格伦杯。2001年法国网球协会为年龄超过35岁的女子网球运动员组织了第一届苏珊·朗格伦杯网球比赛。
Google首頁的塗鴉於2016年5月24日變成動態網球畫面，以紀念朗格伦的117歲冥誕。